# 李樹春
李樹春（1890年—1945年），字荫轩，曾任中華民國國民政府參謀本部參謀次長，陸軍中將。河北清苑人。保定陆军军官学校第一期毕业。

## 早年
1890年，李树春出生于保定市里，家住达五道庙街及小金线胡同（李树春1912年至1914年在保定军校上学时所留家庭通讯地址是：唐家胡同北首）。母亲王氏是直隶（今河北省）满城县人，育有四子一女。李树春排行第一，下有三弟一妹（其中小弟未及成年病故）。其父亲以制售布鞋为生。李树春幼年入读私塾。1905年清廷陆军部在直立省会保定府成立保定陆军小学堂（保定东关外），以廖宇春为总办，归北洋速成武备学堂督办冯国璋兼管。是年8月在保定招考年龄在15岁至18岁学生100人，依个人志愿分别按英文、德文编班。15岁的李树春考入该堂第一期德文班（学制三制），与门炳岳、曹士杰（曹锟之侄，系曹锟五弟曹钧之长子）同班。
1906年清廷陆军部将保定陆小第一期同学整体插入与其一墙之隔的北洋陆军速成武备学堂（保定东关外）第三期，按语种插班学习，李树春与门炳岳、曹士杰等入德文班，1908年毕业。
1909年8月升入陸軍部陆军第一中学堂（北京清河镇）第一期第二队（学制两年），与门炳岳同班。1911年6月毕业。按规程陆中毕业生应分派到各镇入伍实习半年后才能升入保定陆军军官学校，但因军队士兵素质不齐，恐与学生不宜相处，乃在保定速成武备学堂原址成立入伍生队，由陆军第一中学堂总办商德全出任队长。入伍生队由北京清河的陆军第一中学堂、西安的陆军第二中学堂、武昌的陆军第三中学堂、南京的陆军第四中学堂等四个陆中堂的第一期毕业生共一千二百余名组成，分步、骑、炮、工、辎重五科。操练了不过两三个月，武昌起义爆发。入伍生队被迫解散，待南北议和后，袁世凯急召原入伍生速回保定集中。同时放宽尺度，凡各陆军中学第二期毕业而尚未入伍的学生，一律准予报到，因此增加了三百余名。
1912年8月，李樹春升入陆军军官学校（保定）第一期（本期共招生1500余名），被编入步兵科，与唐生智、曹士杰、杨爱源、万耀煌同在第二连。其他步科同学有李品仙、曹浩森、门致中、王天培、傅汝钧、张樾亭、蒋光鼐等；同期骑科同学有门炳岳、郑大章、王镇淮、龚浩、张钺等；同期炮科同学有魏益三、荣臻、周玳、李兴中等；同期工科同学有李必蕃等；同期辎重科同学有张维藩等。
1914年10月27日，保定军校第一期同学毕业（本期共毕业1114名，其中步兵科565名，骑兵科189名，炮兵科185名，工兵科94名，辎重兵科81名）。袁世凯以大总统名义签发毕业文凭，并令段祺瑞派荫昌（陆海军大元帅统率办事处侍从武官长）亲赴保定军校参加首届毕业典礼。并亲向每名毕业生颁发毕业证书。李樹春毕业后被分配到曹锟第三师任见习官，三个月后转任排长，1916年5月9日补授陆军步兵少尉;1918年8月18日授陆军步兵中尉,随后升任连长。

## 1920年代
1920年，直皖战争后，李樹春任曹锟的第十五混成旅（即直鲁豫巡阅使署卫队旅，驻保定）营长（旅长孙岳，团长有曹士杰、傅汝钧，同任营长的有门炳岳、张樾亭）。第一次直奉战争后，1922年11月13日，曹锟将曹士杰团扩充为第十六混成旅，任曹世杰为少将旅长（即1924年10月曹锟就任总统后成立的总统府卫队旅），李樹春任第十六混成旅营长（在该旅任团长的有顾海清、傅汝钧，任营长的有张樾亭），1924年6月20日补授陆军步兵中校.
1924年9月，第二次直奉战争爆发。10月下旬，冯玉祥、孙岳发动北京政变，推翻曹（锟）、吴（佩孚）。适时孙岳奉命率国民军第三军进取保定，消灭曹、吴的残余势力。当时驻守在保定的十六混成旅旅长曹士杰于“北京政变”发生后，他首先将政变消息告知吴佩孚，并立即通电讨冯。此时曹士杰拥兵五千，力量大于孙岳，企图以此固守保定。孙岳兵力有三、四千人，尚且兵分两地：两个步兵团分驻大名和邯郸。为此冯玉祥派孙岳的同乡佟麟阁率一个加强营前往协助。佟麟阁配合孙岳于徐水南部打垮了十六混成旅的炮兵营，直趋保定。孙岳攻打保定得到不少同乡好友的支援。何遂调来航空署的飞机为其助战，由李石曾、段宗林聘请法国人驾驶，来往传递军事情报和战斗命令，调剂战地指挥人员，李、段二人随机作翻译。孙岳在保定的亲密朋友也趁机活动，涣散曹士杰部军心。曹士杰原是十五混成旅的一个团长，其部下多与孙部有缘，因此战斗情绪十分低落。双方部队在保定城郊经过两日战斗，曹部即溃，除傅汝钧率部（李樹春所在部队）南撤之外，其余纷纷缴械投降。孙岳便委第十五混成旅参谋长门炳岳为十六混成旅旅长，收编曹士杰的部队。而后大军南下追击，与徐永昌在定县北合围傅汝钧部。11月6日战事结束，孙岳完全控制了保定及周围各县。孙岳软禁了曹士杰，逼他交出30万元作为释放条件。曹士杰以身在囹圄无法筹款为借口。孙岳便派人到天津往见曹钧，经调人往返多次洽谈，最后商妥由曹钧代为交出10万元，孙岳方将曹士杰释放。（此后，曹士杰便退隐津门，在租界里做起了寓公。宁汉分立，汪蒋合流时期，唐生智多次致电并派副官到天津敦请曹士杰出山。但曹士杰经过宦海沉浮已心灰意冷，无意为官，婉拒了唐生智。曹士杰一直寓居天津，直到1962年逝世。）
随后，门炳岳以同学（保定陆军小学堂、北洋速成武备学堂、陆军第一中学堂、保定军校）之谊推荐李樹春到冯玉祥处。冯欣赏李樹春的学识，委之为国民军最精锐的第一军第一师第一旅上校参谋长。国民军总司令冯玉祥，第一军军长冯兼，第一师师长鹿钟麟，第一旅旅长韩复榘。李樹春从此与韩结下不解之缘。此前，李樹春曾一度担任国民军第三军第十一旅旅长。
1925年12月，在国民军攻打奉军李景林的天津战役中，韩复榘因首占天津而升任第一军第一师师长，李樹春任师参谋长。
1926年5月，国民军求和不成，决定战略为：在南口主守、对大同主攻。韩复榘升任国民军西路军（总司令宋哲元）前敌总指挥兼第八军（旋改为第六军）军长，李樹春任军参谋长。韩、李指挥西路军各部在雁北对晋军作战。孤山一役，韩部第一师第二旅旅长程希贤与晋军第四师（师长谢濂）之丰玉玺旅激战两日，大破晋军，攻下孤山和镇川堡并活捉了旅长丰玉玺，该旅三团团长杨曾祥阵亡，六团团长张荫梧（保定军校第五期步兵科毕业）受伤。此时鹿钟麟派飞机在大同撒传单，限市民即日出城，否则掷百磅炸弹。张之江则致函阎锡山，谓国民军为自存计不得不取大同，佚大局定后，当即奉还。韩军旋即包围晋北重镇大同，其后久攻不下。李樹春遂携张樾亭（时任国民军作战部主任参谋）以老同学、老同事之谊与晋军大同守将傅汝钧师长相联络。6月27日双方达成默契：韩保证不再攻城；傅许诺不阻断国民军之后方交通线——京绥铁路。韩军于是挥师南下，与石友三的第五军齐头并进，势如破竹，直逼雁门关下。
8月15日南口失守，国民军溃不成军，群龙无首。韩军处变不惊，完师以退，在绥远途中被晋军将领商震收编，改称晋军第十三师，韩复榘任师长，李樹春任师参谋长。关于此次附晋，简又文（当时的广州国民政府派驻国民联军的政治工作人员，时任国民联军总部中将外交处长，去职后任香港中文大学历史学教授）在他的回忆录《西北从军记》中有如下评价。“韩复榘、石友三等，所统帅五师之众，为西北军最精锐部队，留于晋北，归阎锡山部下商震改编。此是战略作用，因为一则可掩护其余部队安然退却，次则可免奉军之穷追，三则可助商震防守绥远，至为上策。而阎氏亦乘机假此劲旅扼守晋北，以防奉军进攻。实两得其利。”
9月17日，冯玉祥从苏联回国，举行“五原誓师”，重整旗鼓，响应北伐。韩率部归队，任国民联军援陕第六路司令官，李樹春任参谋长，韩部于9月底由绥远乘数列车抵包头，后又继续步行到五原。不数日，部队即从五原出发。沿黄河经石嘴山、平罗，向银川进发。因给养匮乏，天气寒冷，草地人烟罕至，野猪狼群比比皆是，部队倍尝艰苦。行军中，韩复榘和李参谋长不断把坐骑让给病员骑，和士兵们一起切菜做饭。韩不愧为和士兵同甘共苦之将也。（见《内蒙古文史资料第二十四辑》中[五原誓师前后的韩复榘部]周范防著，周范防时任韩部炮兵连长）。
韩部援陕途经陕西三原县，与原国民二军第三师田玉洁部发生冲突（田阻止韩军入城，韩欲攻城而入）。幸李樹春与田部参谋长李某系保定军校同学，李樹春只身入城疏通，二人相见甚欢，彻夜畅谈，终于使两军化干戈为玉帛。
1927年5月1日，冯玉祥就任国民政府委任之国民革命军第二集团军总司令，在西安誓师北伐。韩部改“路”为“军”，韩复榘任第六军军长，李樹春任军参谋长。此前李樹春已随国民联军于“五原誓师”时集体加入了中国国民党。
5月中旬，韩军兵出潼关，参加北伐。7月8日，韩复榘在洛阳就任第二集团军第三方面军总指挥（辖第六军、第三十八军），李樹春任总指挥部参谋长。
10月下旬，张宗昌出动第二、七方面军十六万众大举进犯豫东，第二集团军与敌展开第一次兰封大战。是役，韩部连夜急行军，实现敌后包抄，破敌左翼张敬尧等部，从而带动全局。在友军配合下，大获全胜，俘敌三万余人，铁甲车四列。战后，总司令冯玉祥表彰韩军道：“这次作战，第六军日行百五十里，袭敌之背，因获大胜，于此可见该军将领有智、部队有勇”。李樹春之功不可没。
11月中旬，以褚玉璞为前敌总指挥的第二、七方面军十三万众再度犯豫，第二次兰封大战又起。韩军与石友三军共任中路为主力，于11月24日在柳河、李坝集、柳河集与褚军大战。韩、李率卫队两千余名亲自督战，战况激烈异常。12月1日占领砀山，2日进占黄口。在左翼孙良诚军与右翼鹿钟麟军及郑大章的骑兵军配合下，歼灭直鲁联军十万人，豫东及鲁西南遂告肃清。
12月3日韩军即向徐州挺进，占领陇海路徐州车站，并截断津浦路，与何应钦第一集团军相约会攻战略要地徐州。韩军任第二集团军中路，为攻徐主力，在左翼石友三军及右翼鹿钟麟军配合下，力挫张宗昌军与孙传芳军，终与第一集团军顾祝同部会师徐州，取得北伐战争阶段性胜利。
在两次兰封大战及徐州会战中，韩军威名大振。李樹春身为幕僚长，运筹帷幄，以其杰出的军事谋略为世人所瞩目。
1928年4月5日，第二集团军北路军（总司令鹿钟麟）在豫北彰德府（今安阳）与据守于此的奉军主力张学良、韩麟春之第三、四方面军展开殊死决战。双方各投入兵力十余万人，奉军因拥有重武器的绝对优势，第二集团军渐吃紧。15日，冯玉祥急调韩军自豫南北上参战，任韩复榘为北路军前敌总指挥，统一指挥第二集团军各参战部队计七个军共二十个师，李樹春任总指挥部参谋长并亲自披挂上阵，指挥韩部第六军。4月29日，第二集团军展开全面反攻，韩军一天之内连下三十余堡，给奉军一个下马威。奉军主帅张学良亲率卫队前来督战，此役韩军亦伤孙桐萱、曹福林、张凌云三位师长及两位旅长，足见战事之酷烈。第二集团军与奉军血战半月，在付出巨大伤亡之后，终于取得最后胜利。鹿钟麟闻捷后，以手加额道：“以后不会再有大战了”。
韩军乘胜挥师北上，一路进展神速，5月8日占领顺德，11日进抵石家庄。张作霖见大势已去，随于6月2日下令总退却，3日仓惶乘专列逃出北京回奉，4日晨在皇姑屯被炸身亡。韩、李率先头部队李汉章旅于6月6日下午四时首占北京南苑，向全国召告北伐完成。北京民众拥至南苑欢迎，北京各报皆惊呼：“飞将军自天而降！”。

## 北伐结束后
北伐结束后，全国军队实行编遣。韩军缩编为暂编第一师，旋改称第二十师，韩复榘任师长，李樹春任师参谋长。1928年12月2日，韩复榘就任河南省政府主席。不久韩被冯玉祥免去第二十师师长职，由石敬亭接任，1929年3月18日又易李兴中，孙桐萱为副师长。
1929年3月，蒋桂战争起。冯玉祥荐韩复榘任蒋介石委任之“讨逆军”第三路总指挥，李樹春任总指挥部参谋长。于4月初，率十三万大军南下武汉。
5月19日，在蒋、冯即将爆发大战之际，韩复榘因在重大战略问题上与冯玉祥意见相左，遂同李樹春（时任第三路军参谋长）及第二十师副师长孙桐萱率第二十师，于河南陕州甘棠镇脱离冯玉祥军事集团，发动震惊全国的“甘棠东进”。并于22日在洛阳发出通电，倡言“维持和平，拥护中央”。
7月2日，韩复榘二度出任河南省政府主席兼第三路军总指挥，李樹春任河南省政府委员兼民政厅长及第三路军参谋长。辖两个步兵师（第20师师长孙桐萱、第29师师长曹福林）、一个骑兵师（第1骑兵师师长张德顺）、一个混成旅（第1混成旅旅长谷良民）另有一个手枪团（团长雷太平）、一个炮兵团（团长李轩德）、一个铁甲车队（司令戴鸿宾）及运输司令部（司令田文忠），全军共计四十个团，计六万余人。
中原大战爆发前夕，蒋介石看中李樹春深具军事指挥韬略，于1930年4月5日签署国民政府命令，任命李樹春为国民政府参谋本部参谋次长。5月10日蒋介石偕陆军署长曹浩森（前冯玉祥军总参谋长），到济南布置军事。曹向韩提出：中央拟借重荫轩（李树春字）兄到南京任职。李樹春深知蒋之为人，坚辞不就。同时为打消韩的猜疑，辞去了参谋长之职，改任第一军团总参议，韩任总指挥。所遗参谋长之职由其保定军校一期同学张钺继任。蒋将其对李樹春的任命一直保持到中原大战结束。
中原大战结束后，1930年9月1日，韩复榘就任山东省政府主席，李樹春任山东省政府委员兼民政厅长。韩复榘外出巡视或开会时，由李樹春代理省政府主席。1930年9月，韩复榘组织成立了山东省民团军。总指挥由韩复榘自兼，参谋长由李樹春兼任，下辖5个民团军，计一万二千余人。其主要任务是剿匪。1930年11月24日，韩成立了“地方行政人员训练所”。韩复榘任所长，李樹春任副所长。训练所成立初期，是轮训现任县长，训练三个月后仍供原职。以后又另外招收了一批，训练半年，期满即实习候补，准备补任县长者多是大学毕业生。同时成立了“山东省区长训练所”，为民政厅主办，李樹春出任所长。第一期培训学员400余名。1936年，成立“山东省联庄会员训练处”，负责人多是省府厅长、委员。处长由韩复榘自兼，常务副处长由李樹春兼任。其主要任务是维护社会治安。民政厅作为省府中最重要的职能部门，李樹春任职期间，任人为贤事必躬亲，在“澄清吏治”、“整顿官常”诸方面多有建树。在李樹春的主持下，山东省政府于1931年对泰山的文物古迹进行了大面积抢救性保护和修缮。并于1932年7月由山东省政府主席韩复榘发出电令：“览查泰山各处均为古迹，自应格外尊重。嗣后无论任何人不准题字题诗，以免污损。”
1936年11月6日，李樹春被国民政府授予陆军中将。
1936年11月12日，李树春获颁由军事委员会核定转呈国民政府公布的“国民革命军北伐誓师十周年纪念勋章”。此勋章授予对象为在北伐战争中建立功勋的中将级及以上之国民革命军高级将领。
1936年12月12日“西安事变”爆发，韩复榘、李树春采取同情张（学良）、杨（虎城）的立场，并于21日发出通电（马电）声援张、杨。并准备在何应钦出动讨“逆”军攻陕时予以截击。当“西安事变”获和平解决后，蒋介石一回到南京，首先令陈雷，把他在西安被扣期间，各方对他的态度查明汇报。韩、李的态度让蒋恨之入骨。从此便种下了蒋日后要除掉韩、李的决心。

## 抗日戰爭時期
1937年7月7日，抗日战争全面爆发。日军入侵山东后，第三路军在鲁北与敌血战月余，伤亡惨重。10月3日，日军第十师团大举进攻德县。守城部队拼死抵抗，苦战两昼夜，韩军运其昌旅第四八五团全体将士殉国。11月13日，韩亲率手枪旅的贾本甲第一团和朱世勤的特务队北渡黄河与冯玉祥一起到前线督战。冯率曹福林师、展书堂师在禹城阻击日军正面；韩率手枪旅、李汉章师阻击日军左翼。适时日军已佔领惠民，正驱兵南下。韩到济阳后，被日军侦知。敌乃由临邑、商河派装甲车别动队袭击济阳。手枪旅抵挡不住，退下来。韩复榘及所率贾本甲团的不到100人在济阳城关一村镇被敌装甲车数量配合飞机数架包围。甲团奋力抵抗，伤亡殆尽，韩复榘也几乎当了俘虏，后经随从拼命相救，韩才亲驾摩托车冲出重围，带着仅剩的几个随从撤回济南。此间，当韩得知蒋介石借口加强淞沪战场，已将重炮旅调走后，捶胸顿足，并认定蒋意借日本之手消灭异己。随决意退守黄河南岸。
11月下旬，日军迫近黄河北岸，并占据鹊山，向济南打炮，炮弹直落到商埠和车站。不几天，日军又调来远程炮，越过城区打到千佛山脚下。韩复榘令省政府各机关和人员全体先行撤到宁阳县。在省府主要官员中只有李樹春与何思源仍不愿走，二人相约一同行动，经韩同意继续留济。此间李樹春曾力劝韩复榘，以民族大义为重，守土尽责。
12月22日早晨五时（济南陷落前五天），韩复榘在省政府对李樹春及何思源说：“夜里日军从济阳门台子过了黄河，二十二师谷良民部已退到周村，你们该走了吧！”。这时，韩已令原迁移到宁阳县的省政府人员再退到鲁西南曹县，李樹春与何思源也只得各乘汽车直去曹县。24日夜，韩复榘留下十二军军长孙桐萱断后，并放火烧掉省府、日本领事馆和济南市重要建筑物，他本人同蒋伯诚也离开了济南。27日日军占领济南。
1938年1月11日，蒋介石以在开封召开军事会议为名，诱韩前往，暗伏杀机。李樹春力阻韩复榘前往赴汴，并愿代之与会。起初韩复榘已同意，李樹春便收拾行装准备前往。恰在此时，韩接到蒋介石亲自打来的电话，叮嘱韩：一定要亲自前往，以便商讨对日作战要事。韩听后改变主意，不听李樹春的劝阻，终遭不测。李樹春事后每思及此，即潸然泪下，唏嘘不已。
1938年1月24日，蒋介石以“不听命令，擅自撤退”等罪名秘密杀韩于武昌。沈鸿烈继任山东省政府主席，李樹春留任省政府委员兼民政厅长并兼任鲁西行署主任，廖安邦任副主任。在冀鲁豫边区开展敌后抗日游击战。
1938年8月1日为配合武汉保卫战，李树春在鲁西聊城召开军事会议，决定发起济南战役。 8月12日拂晓，李树春所辖范筑先等部会同石友三部进攻济南，与两千余日军展开激战。守敌兵力单薄，被迫退往泺口，我军攻入济南，东关一带居民悬挂国旗欢迎。日军集结兵力，在飞机、大炮的支援下向城厢反扑。我军与日军血战至14日，因弹药将尽，撤出城关。
8月15日晨，我军复向济南进攻，一部攻入东关，大部攻入商埠经二路、经四路，因遭日军坦克、装甲车攻击和党家庄方面日军包围，伤亡严重，被迫撤出战斗。济南一役，我攻城部队伤亡600余名，日军死伤300余名。其间，杨国夫率八路军山东人民抗日游击第三支队七团、十一团配和我军主力破袭津浦、胶济铁路，使敌铁路交通中断。
1948年初，时任北平市市长的何思源向大学生演讲，当论及政府与民众是鱼水关系时举例道：抗战时，山东有位李厅长（指李樹春）于1939年底，率保安旅阻击日军后转移时被围困于一个村庄。经激战突围，李氏与卫兵撤入一农家院，誓不投降。正和卫兵捆绑手榴弹欲与日军拼命时，屋中冲出一位中年妇女，她认出李氏是曾来村发过救灾粮的李厅长，不顾一切将李氏拉入屋内，让他躺在炕上，蒙上被子。当日军和翻译冲进院后，被她死死拦住，说：我男人是伤寒快死了。日军进入屋内看有人躺在炕上，因怕染上伤寒，便没有掀开被子，扭头跑出屋去。李樹春终于逃过一劫。
2005年6月，抗战胜利60周年前夕，《南方都市报》记者在上海采访了八路军抗战老兵戴润生（1955年授衔少将，1988年在东海舰队政委任上离休）。89岁的老将军在回忆发生于1939年8月1日的八路军对日“梁山歼灭战”（此战被八路军总部嘉誉为“模范战例”）时说“战斗结束后清理战场时发现，共击毙日军400余人，伪军200余人，俘虏日军23人。国民党鲁西行营主任李树春也来信祝贺，并寄来500元钱慰劳我军将士。李主任还给蒋介石打电报，认为115师转战山东抗敌有功，要求将115师留在山东。”
1941年4月，为纪念在聊城保卫战中牺牲的范筑先老将军及七百余名抗日英烈。在李樹春的主持下，鲁西北抗日军民于鲁西梁水镇建立了“范公祠”。在范公祠院落正中建立了十几米高的“山东省第六区抗日英烈纪念塔”。塔身上镶嵌有李樹春的亲笔题词：光前裕后。（此塔现在仍保存完好，“范公祠”，被列为山东省聊城市重点文物保护单位）。
1942年初，李樹春因部队损失惨重，丧失战斗力，被迫潜回北平家中，化名李真象，隐居东城史家胡同25号家中。1944年4月，日伪曾派吴化文（时任汪伪第三方面军总指挥、汪伪陆军上将，曾为李樹春的老部下）到李樹春家中拜访，极力拉拢李樹春出来“做事”，被他严词拒绝。李樹春并对吴化文说“我还得给子孙后代留碗饭吃！”。
1945年4月，李樹春偕李念周、赵濯鑫等二十余人离北平赴河南联络其第三路军旧部乔立志等将领，准备迎接抗日战争的最后胜利。在此期间，李樹春曾于5月下旬从河南洛河发回一封电报，告知家中称“不日返京”，以后音信全无。据说李樹春于抗战胜利前夕，在豫东突遭所谓“国民党游击队”袭击并杀害，乔立志也同时遇难，随李樹春赴豫的二十余人无一生还。南京当局对此闪烁其词，讳莫如深，至今仍是一桩历史悬案。